# Langrolay-sur-Rance
Langrolay-sur-Rance település Franciaországban, Côtes-d’Armor megyében. Lakosainak száma 992 fő (2022. január 1.). Langrolay-sur-Rance Plouër-sur-Rance, Le Minihic-sur-Rance és Pleurtuit községekkel határos.

## Népesség
A település népességének változása:
| Lakosok száma | 464  | 584  | 831  | 840  | 909  | 949  | 941  | 958  | 974  | 992  |
|               | 1968 | 1990 | 2006 | 2011 | 2015 | 2016 | 2018 | 2019 | 2021 | 2022 |